# Castello di Mirabell
Il castello di Mirabell, in tedesco Schloss Mirabell, è un palazzo di Salisburgo, in Austria, una delle mete artistiche e culturali più importanti della città.

## Storia

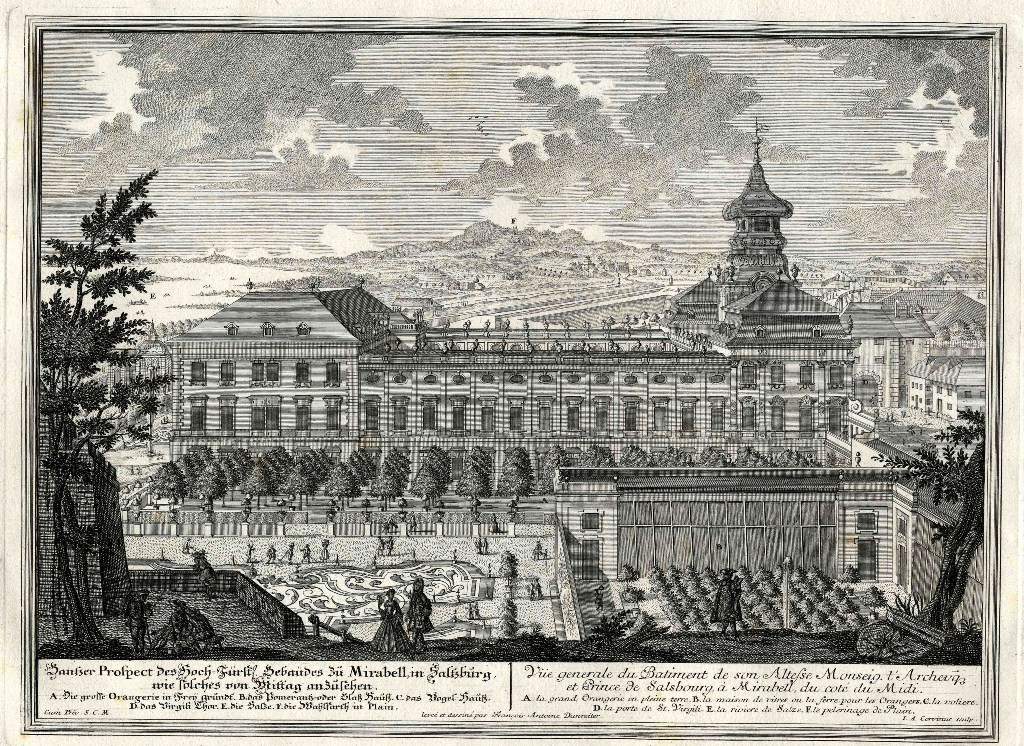
Il castello in una stampa del 1735.

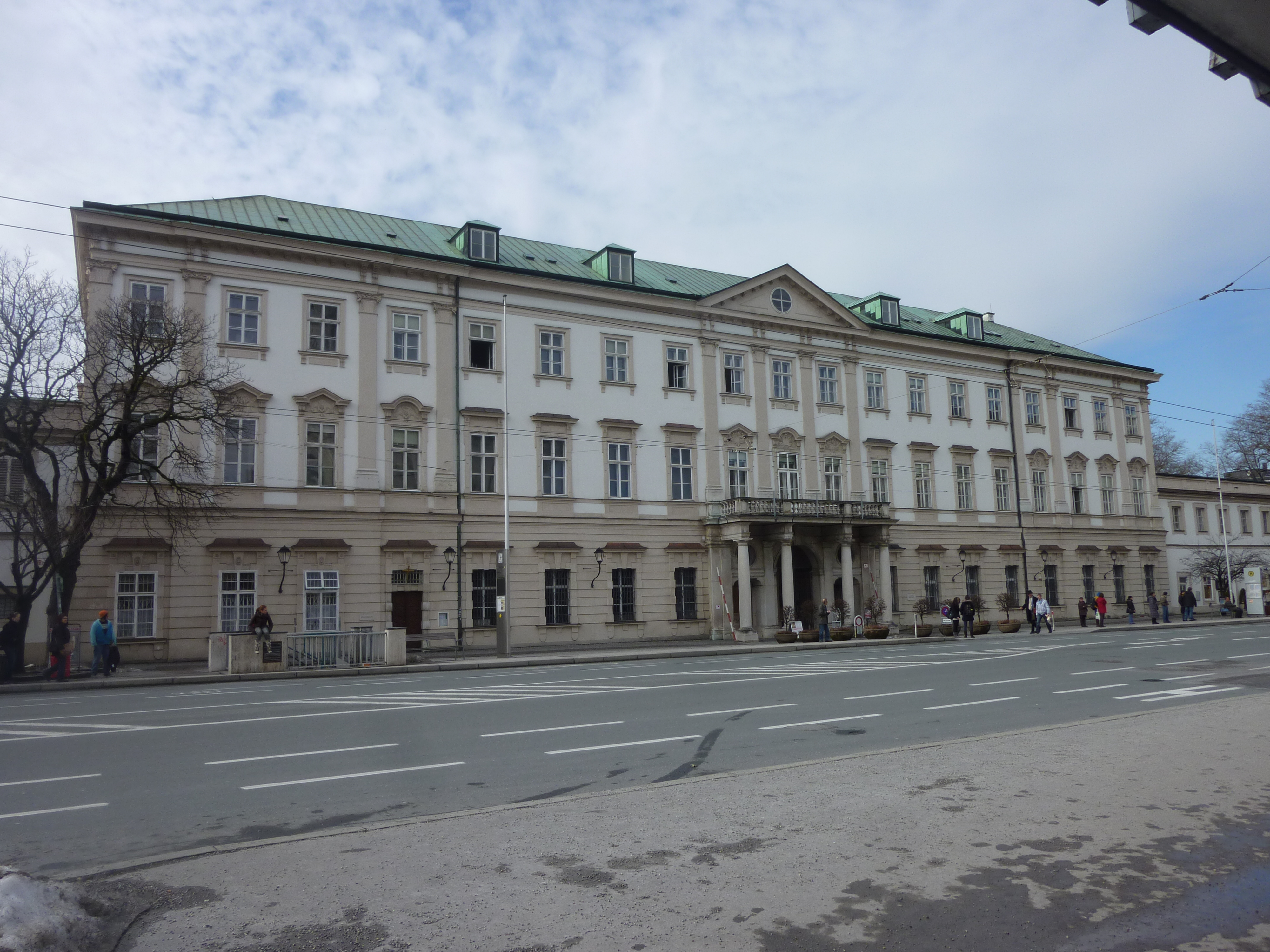
La facciata principale del castello su Mirabellplatz.

Il castello di Mirabell venne eretto a partire dal 1606 per volere dell'allora arcivescovo di Salisburgo, Wolf Dietrich von Raitenau, il quale lo costruì al di fuori delle mura originarie della città per l'amante Salomé Alt che qui si trasferì con i 15 figli avuti dal prelato. La struttura venne chiamata in un primo tempo col nome di castello Altenau. Di questa struttura oggi rimangono alcune tracce nell'angolo sud-occidentale della struttura e nel seminterrato. Dopo la caduta del von Raitenau ed il suo isolamento nella fortezza di Hohensalzburg nel 1612 il suo successore, il nipote Markus Sittikus von Hohenems cambiò il nome al castello è lo trasformò nell'attuale castello di Mirabell (dal latino "mirabilis" = bello), intenzionato a cancellare completamente la memoria del suo predecessore.
Il principe vescovo Paride Lodron dal 1620 al 1642, durante la guerra dei trent'anni, fece rifare le mura della città includendovi anche il castello di Mirabell ed i suoi giardini dove prese residenza stabile morendovi successivamente.
In due riprese, tra il 1710 ed il 1721 e nuovamente tra il 1721 ed il 1727, il castello, che originariamente era articolato su di un'unica corte quadrata, venne ampliato dal famoso architetto Johann Lucas von Hildebrandt che lo convertì in un palazzo barocco. 
Nel 1818 il castello venne colpito da un disastroso incendio che causò gravi danni all'intera struttura, a tal punto che si decise di ricostruirlo in stile neoclassico, secondo un progetto di Johann Georg von Hagenauer. In questa stessa occasione, inoltre, venne demolita la possente torre al centro della facciata orientale, la bordatura delle facciate e dei balconi leggermente sporgenti agli angoli, oltre al tetto che era adornato riccamente con vasi. 

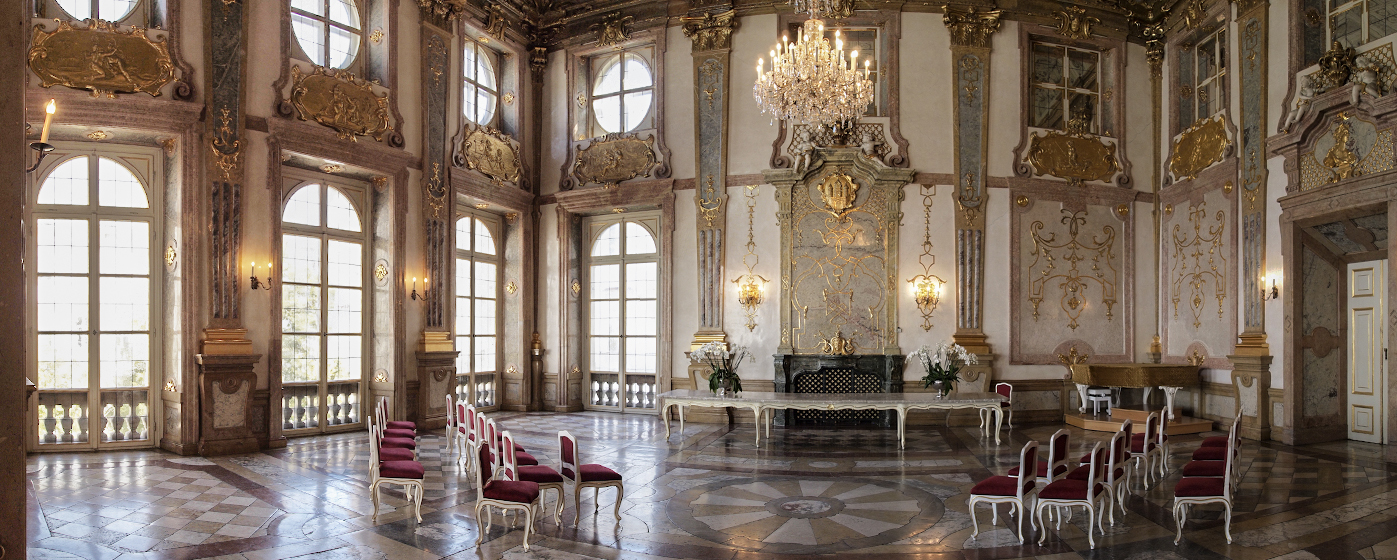
La barocca Sala di Marmo.

Fortunatamente vennero lasciate intatte la facciata del cortile principale e quella verso il giardino il che contribuisce ancora oggi a dare l'idea dell'aspetto originale del capolavoro barocco.
Con la secolarizzazione del principato arcivescovile di Salisburgo seguita alla dissoluzione del Sacro Romano Impero, il castello divenne di proprietà della casa regnante bavarese che ottenne l'area del salisburghese. Nel giugno del 1818 al castello di Mirabell nacque Ottone di Baviera (poi re di Grecia).
Successivamente Salisburgo tornò nelle mani dell'Austria e il castello venne annesso tra le proprietà della famiglia imperiale austriaca. Nel 1866, il castello, assieme al Kapuzinerberg venne venduto alla città di Salisburgo per la cifra di 50.000 talleri ed il giardino venne aperto al pubblico come parco.
Dal 1947 al 1950 qui venne trasferita l'amministrazione comunale di Salisburgo e successivamente divenne sede della biblioteca nazionale.

## Descrizione del castello

### Lo Scalone d'onore

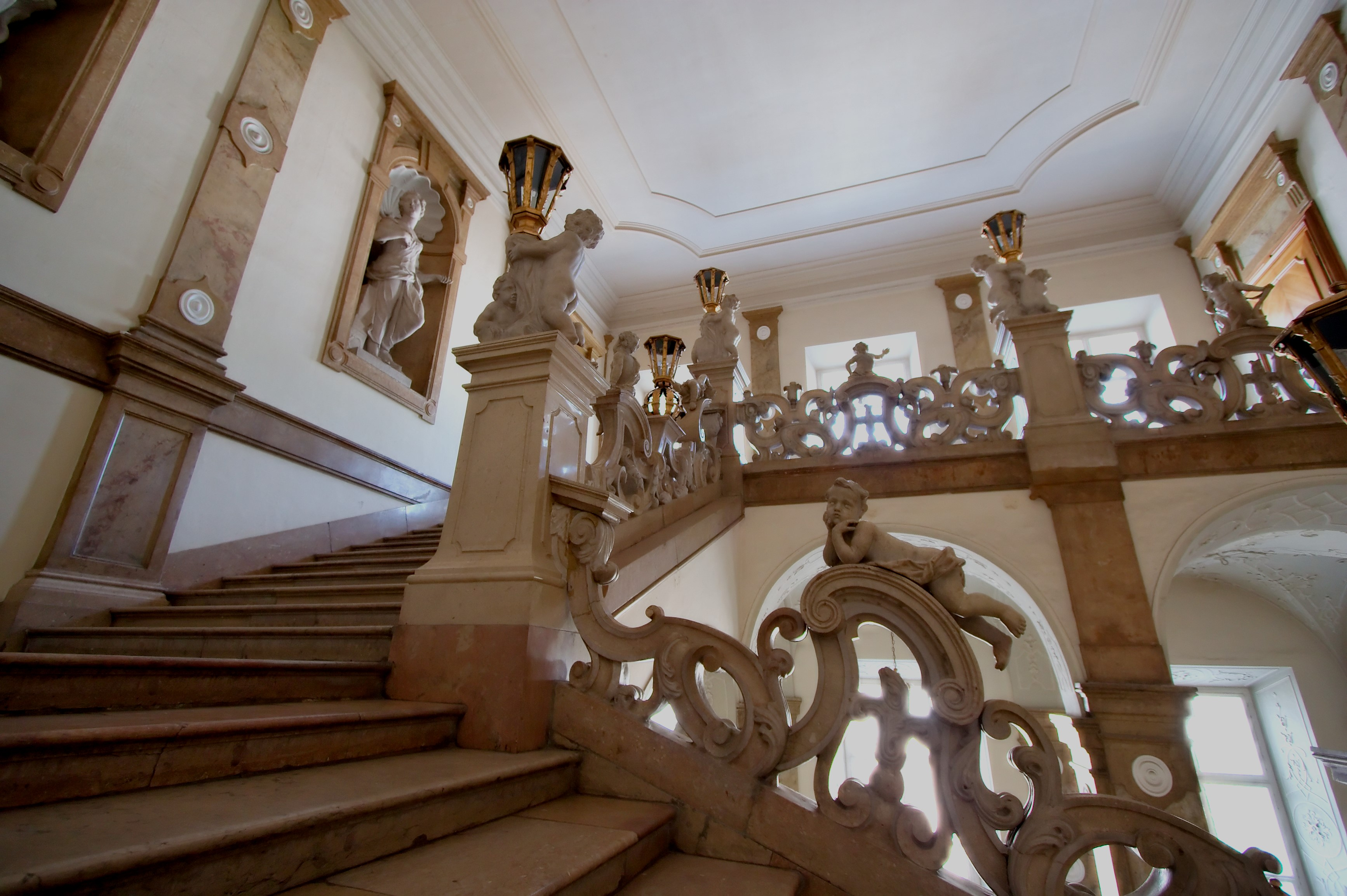
La grande scalinata interna in stile rococò

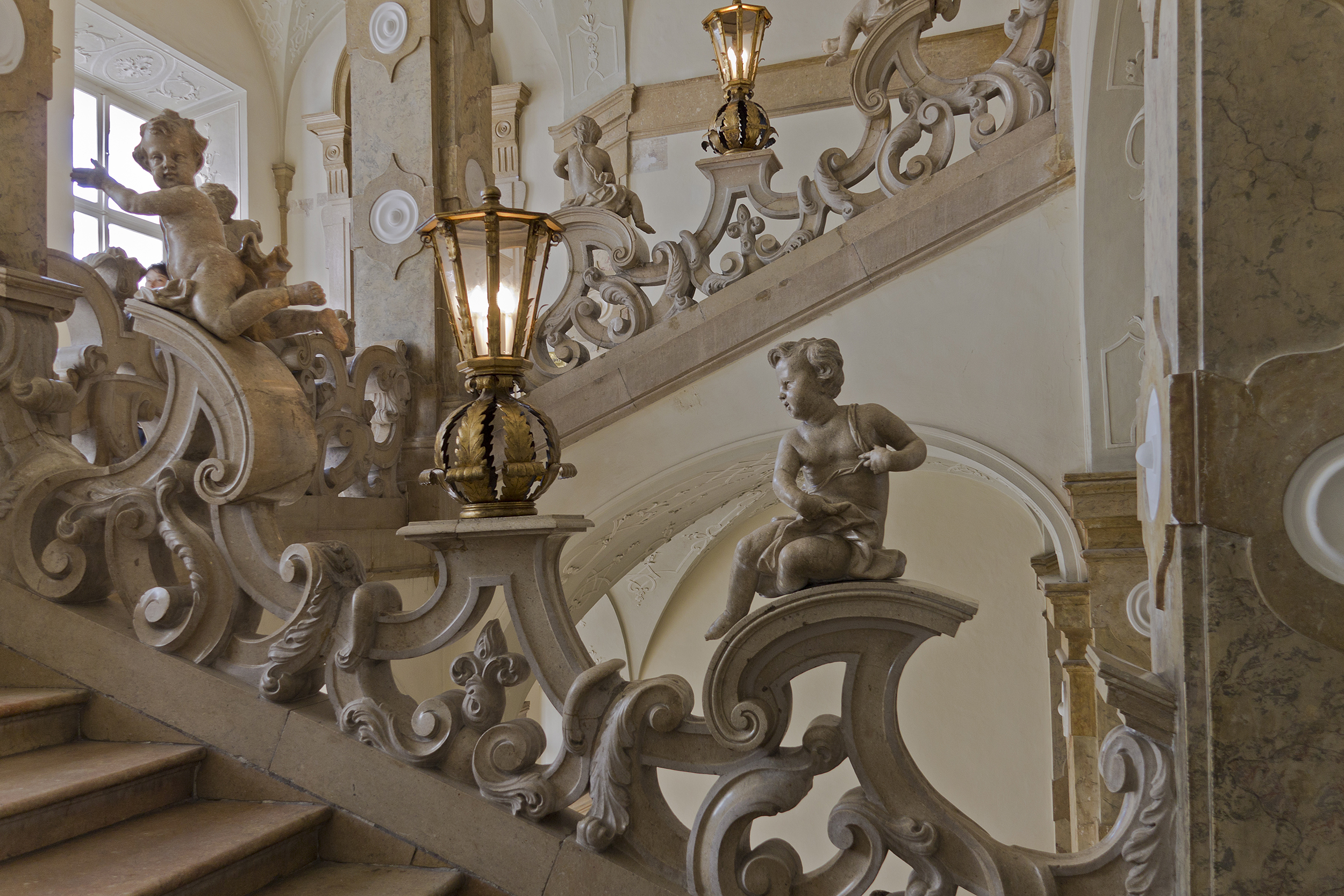

La Georg-Raphael-Donner-Stiege è lo scalone d'onore del palazzo, situato nell'area nord-occidentale della struttura. Esso deve il proprio nome all'architetto Georg Raphael Donner che lo progettò e si presenta di dimensioni imponenti, realizzato in granito con un'elaborata balaustra in arenaria in pieno stile rococò popolata di numerosi putti, uno diverso dall'altro. Alcune nicchie alle pareti accolgono statue di divinità pagane e figure mitologiche.

### La Sala di Marmo
La Sala di Marmo è una delle sale rilevanti all'interno del castello. Essa è completamente rivestita di marmo sul pavimento, mentre le pareti sono decorate con affreschi che riprendono i motivi del marmo. La volta del soffitto accoglieva un grande affresco di Johann Michael Rottmayr che però è andato perduto nell'incendio del 1818. Oggi la sala è adibita per accogliere mostre e concerti da camera.

### La cappella
Trattandosi di una residenza arcivescovile, immancabile al castello di Mirabell era la cappella palatina. Sul soffitto della cappella si trova un grande affresco di Bartolomeo Altomonte raffigurante San Nepomuceno a cui la chiesa è dedicata. L'incendio del 1818 danneggiò seriamente anche questa parte del castello e la nuova cappella venne inaugurata nel 1837 dall'arcivescovo Friedrich Johann Joseph Cölestin Fürst von Schwarzenberg. L'altare originario è andato perduto ma è stato ricostruito nel 1830 su progetto di Michael Hess con l'unione di alcune sculture provenienti dalla vecchia mensa salvatesi, tra le quali ricordiamo Sant'Agostino, San Ruperto, San Virgilio e San Martino, tutti legati alla storia dell'arcidiocesi salisburghese.

## Il giardino

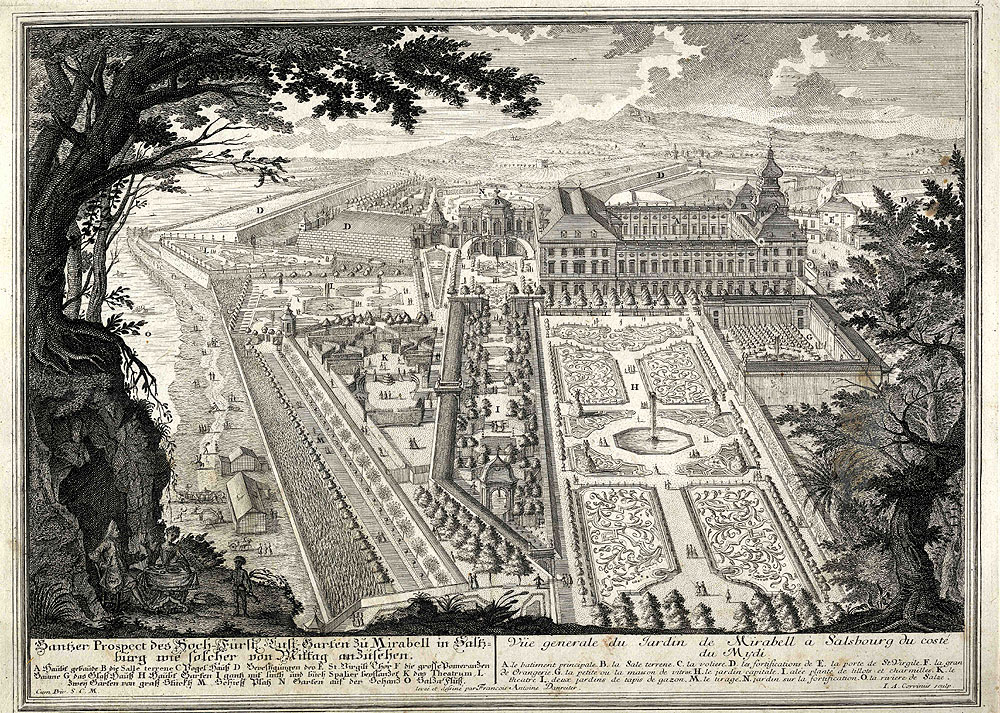
Il Giardino in una stampa del 1735.

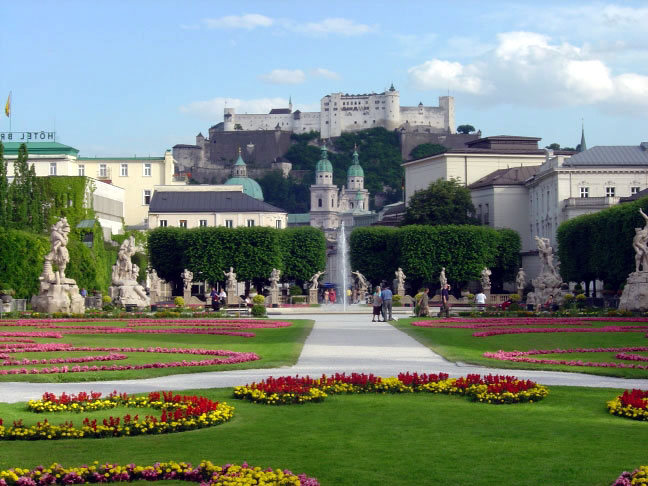
Prospettiva del giardino sulla città.

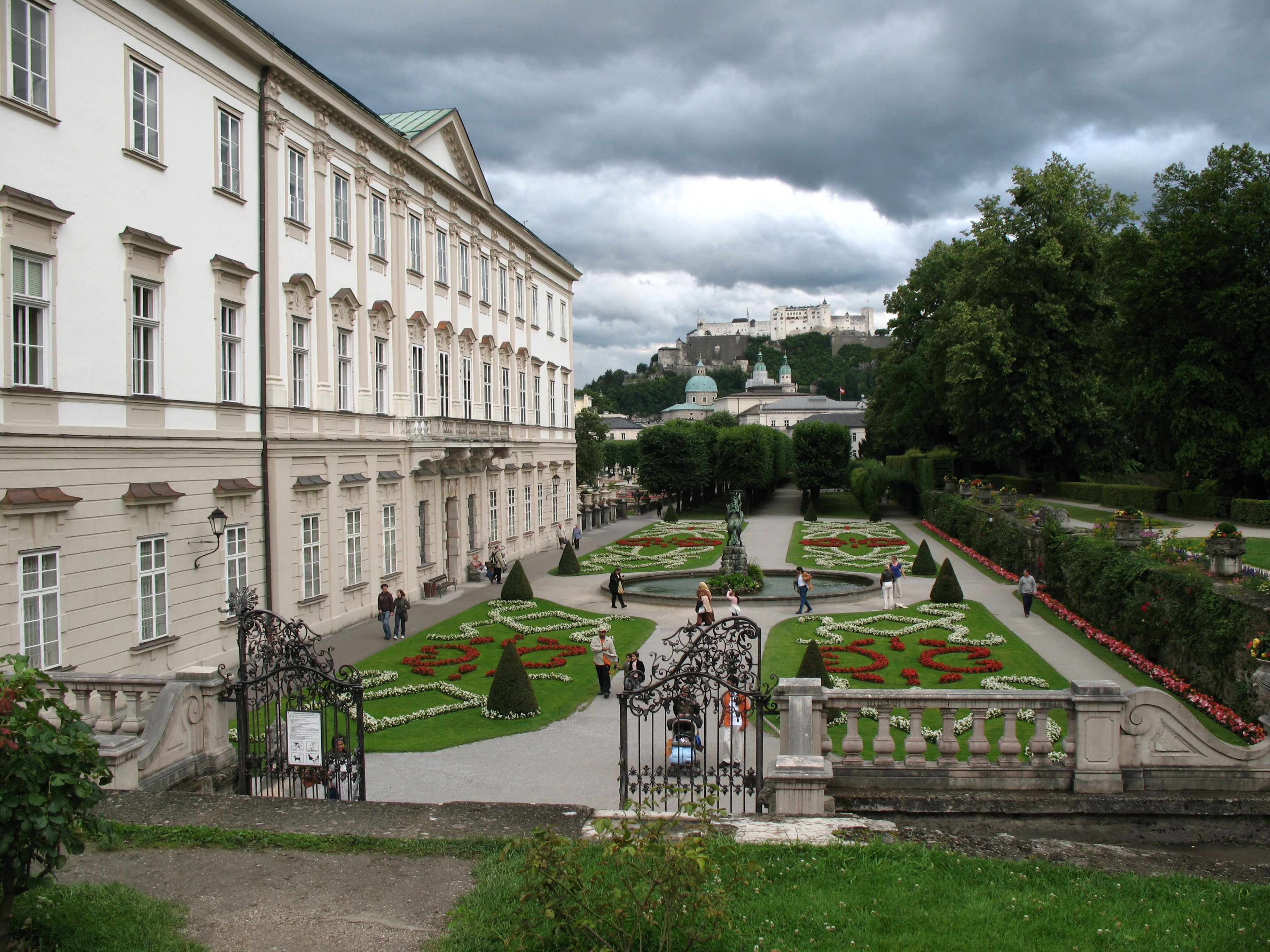
Il Giardino di Pegaso.

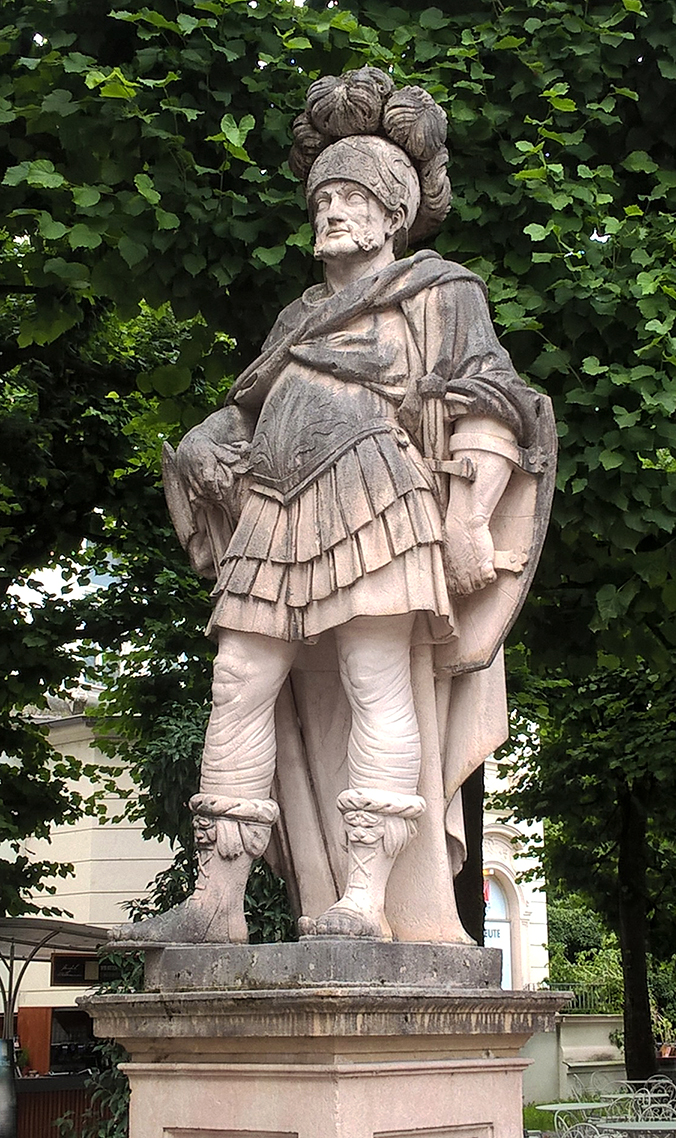
Una delle statue del Giardino, rappresentante Ares.

Il giardino alla francese del castello di Mirabell è un'altra delle grandi attrazioni del palazzo, aperto su una prospettiva diretta sul Duomo sovrastato dalla Fortezza. Fortunatamente venne in gran parte preservato dall'incendio del 1818 che colpì invece il castello.
Il progetto originario, affidato a Johann Bernhard Fischer von Erlach, venne modificato nel 1730 ad opera di Anton Danreiter con la disposizione attuale in parterre fioriti di stile barocco. Al centro del giardino è una fontana ottagonale con statue del 1690 eseguite da Ottavio Moto. Di fronte alla facciata posteriore del castello, vi è la scultura in rame di Pegaso, opera di K. Gras del 1661.
Particolare è l'Hackentheater, "Teatro delle Siepi" costruito nel 1717 prende nome dalle piante potate a forma di quinte teatrali con tanto di fossa orchestrale.
Curioso lo Zwerglgarten, il "Giardino dei Nani" popolato da statue settecentesche a tema.
Nel parco si trovano anche un'orangerie ed una casa delle palme che risalgono al 1725.